# Dzierżązna (Łódź)
Pour les articles homonymes, voir Dzierżązna.
Dzierżązna est une localité polonaise de la gmina et du powiat de Zgierz en voïvodie de Łódź.